# Trilogía Insignia
La trilogía Insignia es una serie de novelas de ciencia ficción y comedia para jóvenes adultos de S.J. Kincaid. Está conformada por Insignia, Vortex, Catalyst y Allies, una precuela.
Las novelas describen un futuro distópico en el que la Tierra se encuentra inmersa en la Tercera Guerra Mundial. Tom Raines, un jugador adolescente con muchas hormonas y pocas neuronas, quien es reclutado para entrenar con otros jóvenes cadetes como miembro fundamental de un cuerpo de combate de élite: las Fuerzas Intrasolares. En la academia de entrenamiento de la Aguja Pentagonal, Tom hace a los mejores amigos de su vida, los pilotos en entrenamiento Wyatt Enslow, Vik Ashwan y Yuri Sysevich.

## Allies(novela corta)
Allies es un precuela de la trilogía Insignia. Tiene lugar antes de Insignia.

## Premios
Insignia formó parte de la lista corta para el Premio al Libro de los Niños Waterstones 2014 y ganó el Premio de Autor de Adultos Jóvenes de 2015 de la Asociación de Bibliotecas de Alabama.
El libro fue nominado a numerosos premios, entre ellos el Soaring Eagle Book Award 2014-2015 de la Wyoming Library Association, el Sequoyah Book Award 2015 de la Oklahoma Library Association, el Truman Reader Award de la Missouri Association of School Los bibliotecarios, el Connecticut Nutmeg Book Award de la Asociación de Bibliotecarios Escolares de Connecticut, el 2015 Rhode Island Teen Book Award de la Rhode Island Library Association.
El libro formó parte de una selección de Junior Library Guild, de una selección para la Lista de la Mejor Ficción para Jóvenes Adultos de YALSA 2013, y de una selección para la Lista de Indie Next del Verano 2012, así como también de una selección para la Lista de Lectura de Texas Lone Star También fue ganador del premio de lectores jóvenes de Sunshine State 2016-2017.